# Chorvatská liga ledního hokeje 2005/2006
Chorvatská liga ledního hokeje 2005/2006 byla patnáctou sezónou Chorvatské hokejové ligy v Chorvatsku, které se zúčastnily celkem 4 týmy. Ze soutěže se nesestupovalo.

## Systém soutěže
V základní části každé družstvo odehrálo 6 zápasů (1x venku a 1x doma). Tým, který se umístil na prvním místě postoupil přímo do finále playoff. Týmy, umístěné na druhém a třetím místě postoupily do semifinále playoff.

## Základní část
| Vysvětlivka               |
| ------------------------- |
| Postupující do finále     |
| Postupující do semifinále |

| Poř. | Tým                | Z | V | R | P | VG | OG | B  |
| ---- | ------------------ | - | - | - | - | -- | -- | -- |
| 1.   | KHL Medveščak      | 6 | 6 | 0 | 0 | 58 | 15 | 12 |
| 2.   | KHL Mladost Zagreb | 6 | 3 | 1 | 2 | 46 | 26 | 7  |
| 3.   | KHL Zagreb         | 6 | 2 | 1 | 3 | 37 | 44 | 5  |
| 4.   | HK INA Sisak       | 6 | 0 | 0 | 6 | 7  | 83 | 0  |

## Playoff

### Semifinále
- KHL Mladost Zagreb – KHL Zagreb 2:1 (5:6,6:2,4:3 pp.)

### Finále
- KHL Medveščak – KHL Mladost Zagreb 3:0 (5:4, 7:3, 8:4)